# Aluguer-de-Longa-duração
Aluguer de Longa Duração ou ALD é um contrato entre duas entidades em que uma (o locador) cede à outra (locatário) o direito de usar um bem, (móvel apenas), durante um período de tempo acordado e mediante o pagamento de prestações ou rendas. É maioritariamente utilizadado no mercado do crédito automóvel.
É um contrato muito semelhante ao Leasing mas difere na propriedade do bem no final do contrato. No Aluguer de Longa Duração o bem tem que obrigatoriamente passar a ser propriedade do locatário quando o contrato termina.
Quando o contrato de ALD é assinado o locatário é obrigado a assinar também um contrato de promessa de compra e venda para ficar com a propriedade do bem no fim do contrato.
No Leasing o locatário não é obrigado a adquirir o bem locado.